# Campeonato Italiano de Futebol - Série D
A Serie D (pronúncia italiana: [ˈsɛːrje ˈdi]) é o quarto nível do Campeonato Italiano de Futebol (depois da Serie A, Serie B e Serie C), é o primeiro campeonato de carácter amador (não profissional), e é gerido pela Lega Nazionale Dilettanti (em português: Liga Nacional Amadora; ou LND, da sigla em italiano), órgão filiado a Federação Italiana de Futebol (em italiano: Federazione Italiana Giuoco Calcio – FIGC).

## História
Em 1948, as três ligas da Terceira Divisão (Serie C) tiveram que ser reorganizadas devido a um número cada vez maior de equipes regionais. A FIGC decidiu não relegar as equipes excedentes para os campeonatos regionais. A Federação Italiana de Futebol escolheu os vencedores e alguns segundos classificados dos 36 campeonatos da Serie C para serem adicionados à nova terceira divisão formada por 4 grupos. O restante das equipes aderiram à nova Promozione.[carece de fontes?]
Nascido das cinzas do campeonato inter-regional Promozione, disputado de 1948 a 1952, o campeonato da "Quarta Serie" em escala nacional começou na temporada 1952–53, gerido pela Lega Nazionale Semiprofessionisti (em português: Liga Nacional Semiprofissional), com sede em Florença. Na temporada 1956–57, o torneio foi dividido em dois campeonatos distintos (I e II). Mas a reforma dura apenas um ano. Em 1957, ele muda novamente: três gironi (divisões regionais) de "primeira série" e oito gironi (divisões regionais) de "segunda série" são compostas. Esta reforma também dura pouco. Em 1958, o campeonato retornou à Quarta Serie, que partir da edição de 1959–60 passa a ser chamado de Serie D. O campeonato sob a administração da Lega Nazionale Professionisti (em português: Liga Nacional Profissional) é dividido em 6 gironi (divisões regionais) e assim permanece até 1966–67. Na temporada 1967–68, a Serie D (composta por nove gironi) volta a ser administrada pela Lega Nazionale Semiprofessionisti], e assim permanece até a reforma de 1978–79, que trouxe o nascimento do campeonato da Serie C, dividido em C1 e C2. Muda novamente em 1980, na oportunidade, a Serie D passou a ser gerida pela Lega Nazionale Dilettanti (em português: Liga Nacional Amadora) sediada em Roma, que confia ao novo Comitê Nacional para Atividades Inter-regionais a organização do torneio, chamado Campionato Interregionale (em português: Campeonato Interregional). Composto por 12 gironi (divisões regionais) de 16 equipes cada, com um acesso e três rebaixamentos por gironi (divisões regionais).
Em 1990–91, os gironi (divisões regionais) ainda são 12, mas com 18 equipes cada. Apenas 6 acessos, enquanto as rebaixamentos são os mesmos para cada gironi (divisões regionais). Na temporada seguinte, os gironi (divisões regionais) são 10 e os acessoas passa para cinco devido aos playoffs e os rebaixamentos caem para cinco por gironi (divisões regionais). Dentro de dois anos as equipes participantes do Campionato Interregionale passam de 216 para 162. Em 1992, o nome do campeonato muda para Campionato Nazionale Dilettanti – CND (em português: Campeonato Nacional Amador), com um acesso e quatro rebaixamentos por gironi (divisões regionais). Ao mesmo tempo, a Lega Nazionale Dilettanti transforma o Comitê em uma Divisão da própria Liga, como aconteceu no futebol feminino e no futebol de salão. Em 1999, mudou novamente, e a denominação CND desaparece e voltamos ao antigo e certamente mais fascinante nome, Serie D, enquanto que a Divisão novamente dá lugar ao Comitê Inter-regional.
Em 2011, após mudanças no Estatuto Federal, o Comitê mudou sua forma e nome, tornando-se um Departamento da Lega Nazionale Dilettanti. Até hoje, o Departamento Inter-regional administra e organiza as atividades do campeonato da Serie D e do Campeonato Nacional de Juniores.

## Formula de disputa
As equipes participantes da Série D são divididas em 9 grupos organizados de acordo com critérios geográficos. A competição reúne equipes representantes das 20 Regiões da Itália e em algumas edições também incluiu equipes da República de San Marino.

## Campeões e promovidos

##### Lista de campeões por temporada:
| Temporada         | Clube                                                     |
| ----------------- | --------------------------------------------------------- |
| 1952–53           | Catanzaro                                                 |
| 1953–54           | Bari                                                      |
| 1954–55           | Colleferro                                                |
| 1955–56           | Siena                                                     |
| 1956–57           | Sarom Ravenna                                             |
| 1957–58           | Cosenza, Ozo Mantova e Spezia (ex aequo)                  |
| 1959–60 e 1961–62 | Título atribuído aos grupos vencedores da Prima Categoria |
| 1962–63 a 1991–92 | Título não atribuído                                      |
| 1992–93           | Eurobuilding Crevalcore                                   |
| 1993–94           | Pro Vercelli                                              |
| 1994–95           | Taranto                                                   |
| 1995–96           | Castel San Pietro                                         |
| 1996–97           | Biellese                                                  |
| 1997–98           | Giugliano                                                 |
| 1998–99           | Lanciano                                                  |
| 1999–00           | Sangiovannese                                             |
| 2000–01           | Palmese                                                   |
| 2001–02           | Olbia                                                     |
| 2002–03           | Cavese                                                    |
| 2003–04           | Massese                                                   |
| 2004–05           | Bassano Virtus                                            |
| 2005–06           | Paganese                                                  |
| 2006–07           | Tempio                                                    |
| 2007–08           | Aversa Normanna                                           |
| 2008–09           | Pro Vasto                                                 |
| 2009–10           | Montichiari                                               |
| 2010–11           | Cuneo                                                     |
| 2011–12           | Venezia                                                   |
| 2012–13           | Ischia                                                    |
| 2013–14           | Pordenone                                                 |
| 2014–15           | Robur Siena                                               |
| 2015–16           | Viterbese Castrense                                       |
| 2016–17           | Monza                                                     |
| 2017–18           | Pro Patria                                                |
| 2018–19           | Avellino                                                  |
| 2019–20           | Cancelado por conta da pandemia de COVID-19               |
| 2020–21           | Cancelado por conta da pandemia de COVID-19               |
| 2021–22           | Recanatese                                                |
| 2022–23           | Sestri Levante                                            |
| 2023–24           | Campobasso                                                |

Fonte: Lega Nazionale Dilettanti.

##### Todos os clubes promovidos por temporada:
- 1952–53: Carrarese, Lecco, Catanzaro, Carbosarda
- 1953–54: Cremonese, Bolzano, Bari, Prato
- 1954–55: Vigevano, Mestrina, BPD Colleferro, Molfetta
- 1955–56: Biellese, Reggiana, Siena, Reggina
- 1956–57: Pro Vercelli, SAROM Ravenna, Chinotto Neri Roma
- 1957–58: Cosenza, Ozo Mantova, Spezia, Anconitana, Arezzo, Barletta, Casale, Casertana, Chieti, CRAL Cirio Napoli, Foggia Incedit, L'Aquila, Lecce, Marsala, Pescara, Piacenza, Trapani, Treviso, Varese, Lucchese, Forlì, Pordenone
- 1958–59: Bolzano, Crotone, Maceratese, Pistoiese, Savona, Torres Sassari, Vis Sauro Pesaro, Akragas, Avellino, CRDA Monfalcone, Del Duca Ascoli, Fanfulla, Rimini, Teramo
- 1959–60: Entella Chiavari, Saronno, Cesena, Viareggio, Bisceglie, San Vito Benevento
- 1960–61: Empoli, Ivrea, Vittorio Veneto, Grosseto, Portacivitanoves, Potenza
- 1961–62: Rapallo Ruentes, Rizzoli Milano, CRDA Monfalcone, Rosignano, Trani, Avellino
- 1962–63: Carrarese, Solbiatese, Vis Sauro Pesaro, Empoli, Maceratese, Casertana
- 1963–64: Entella Chiavari, Piacenza, Carpi, Ternana, Avellino, Crotone
- 1964–65: Jesi, Massese, Nardò, Rapallo Ruentes, Savoia Torre Annunziata, Trevigliese
- 1965–66: Barletta, Frosinone, Massiminiana Catania, Verbania, Spezia, Vis Sauro Pesaro
- 1966–67: Bolzano, Chieti, Città di Castello, Internapoli, Pavia, Pontedera
- 1967–68: Macobi Asti, Cremonese, Sottomarina, Forlì, Viareggio, Olbia, Matera, Brindisi, Marsala
- 1968–69: Derthona, Seregno, Rovereto, Imola, Lucchese, Latina, Sorrento, Pro Vasto, Acquapozzillo
- 1969–70: Imperia, Parma, Trento, Maceratese, Aquila Montevarchi, Viterbese, Savoia Torre Annunziata, Martina Franca, Enna
- 1970–71: Pro Vercelli, Cremonese, Belluno, Giulianova, Sangiovannese, Frosinone, Turris, Trani, Siracusa
- 1971–72: Cossatese, Vigevano, Triestina, Ravenna, Aquila Montevarchi, Torres Sassari, Juventus Stabia, Barletta, Trapani
- 1972–73: Gaviese, Bolzano, Clodiasottomarina, Riccione, Grosseto, Latina, Nocerina, Pescara, Marsala
- 1973–74: Juniorcasale, Sant'Angelo Lodigiano, Mestrina, Carpi, Sangiovannese, Cynthia Genzano, Benevento, Teramo, Messina
- 1974–75: Albese, Pro Patria, Treviso, Anconitana, Pistoiese, Olbia, Potenza, Campobasso, Cosenza
- 1975–76: Biellese, Pergocrema, Triestina, Fano Alma Juventus, Siena, Viterbese, Paganese, Matera, Alcamo
- 1976–77: Omegna, Trento, Audace San Michele, Forlì, Prato, Latina, Chieti, Pro Cavese, Ragusa
- 1977–78: Imperia, Savona, Derthona, Albese, Pavia, Legnano, Fanfulla, Vigevano, Monselice, Mestrina, Conegliano, Adriese, Carpi, Vis Pesaro, Civitanovese, Osimana, Carrarese, Montecatini, Montevarchi, Sangiovannese, Almas Roma, LVPA Frascati, Avezzano, Cral Banco di Roma, Formia Club, Casertana, Rende, Palmese, Gallipoli, Lanciano, Potenza, Monopoli, Vittoria, Nuova Igea, Vigor Lamezia, Alcamo, Sanremese, Rhodense, Anconitana, Cerretese, Viareggio, Frosinone, Civitavecchia, Savoia, Cassino, Francavilla, Cosenza, Messina
- 1978–79: Arona, Aurora Desio, Pordenone, Venezia, Città di Castello, Sansepolcro, Pietrasanta, Rondinella Marzocco, Squinzano, L'Aquila, Juventus Stabia, Terranova Gela
- 1979–80: Torretta Santa Caterina, Omegna, Casatese, Mira, Maceratese, Cattolica, Sant'Elena Quartu, Casalotti, Virtus Casarano, Martina Franca, Frattese, Campania
- 1980–81: Imperia, Vogherese, Virescit Boccaleone, Montebelluna, Vigor Senigallia, Jesi,  Torres, Frosinone, Ercolanese, Casoria, Akragas, Modica
- 1981–82: Asti T.S.C., Ospitaletto, Pro Gorizia, Ravenna, Pontedera, Elpidiense, Foligno, Grumese, Gioiese, Gioventù Brindisi, Licata, Carbonia
- 1982–83: Biellese, Brembillese, Venezia, Centese, Massese, Cesenatico, Lodigiani Roma, Ischia Isolaverde, Afragolese, Pro Italia Galatina, Uva Italia Canicattì, Olbia
- 1983–84: Pro Vercelli, Virescit Boccaleone, Euromobil Pievigina, Sassuolo, Montevarchi, Fermana, Aesernia, Gladiator, Crotone, Fidelis Andria, Nissa, Nuorese
- 1984–85: Cairese, Leffe, Orceana, Giorgione, Entella Bacezza, Ravenna, Pro Cisterna, Angizia, Nola, Juventus Stabia, Trapani, Sorso
- 1985–86: Casale, Oltrepò, Paluani Chievo, Moa Suzzara, Cuoiopelli, Vis Pesaro, Latina, Lanciano, Rifo Sud, Bisceglie, Giarre, Olbia
- 1986–87: Saviglianese, Pro Sesto, Intim Helen, Riccione, Sarzanese 1906, Gubbio, Olimpia Celano, Chieti, Vigor Lamezia, Kroton, Atletico Catania, Tempio
- 1987–88: Juventus Domo, Oltrepò, Orceana, San Marino, Cecina, Poggibonsi, Cynthia, Trani, Battipagliese, Fasano, Juventina Gela, Ilvamarisardegna, Carpi, Potenza
- 1988–89: Cuneo '80, Solbiatese, Valdagno, Cittadella, Baracca Lugo, Mobilieri Ponsacco, Castel di Sangro C.E.P., Ostiamare, La Palma, Altamura, Adelaide Nicastro, Acireale
- 1989–90: Finlocat Fiorenzuola, Saronno, Leffe, Euromobil Pievigina, Viareggio, Vastese, Astrea, Formia, Sangiuseppese, Savoia, Enna, Lecco, Molfetta
- 1990–91: Pistoiese, Aosta, Cerveteri, Avezzano, Juve Stabia, Matera
- 1991–92: Giorgione, Oltrepò, Gualdo, Sora, Agrigento Hinterland
- 1992–93: Legnano, Cittadella, Vogherese, Eurobuilding Crevalcore, Nuova Maceratese,  Torres, Fasano, Trapani, Battipagliese, Lumezzane, Livorno, Forlì, L'Aquila
- 1993–94: Pro Vercelli, Varese, Brescello, Sandonà, Vis Pesaro, Teramo, Giulianova, Sporting Benevento, Castrovillari,  Albanova, Fermana, Frosinone, Nocerina, Saronno, Valdagno
- 1994–95: Taranto, Ginnastica Gallaratese, Alzano, Treviso, Viterbese, Tolentino, Marsala, Catania, Imola, Triestina, Ternana
- 1995–96: Pisa, Vogherese, Iperzola, Mestre, Arezzo, Nuova Maceratese, Casertana, Altamura, Juveterranova Gela
- 1996–97: Biellese, Viareggio, Albinese, Mantova, Castel San Pietro, Astrea, Cavese, Tricase, Crotone
- 1997–98: Giugliano, Casinò Sanremese, Borgosesia, Trento, Faenza, Gubbio, L'Aquila, Nardò, Messina Peloro, Sassuolo
- 1998–99: Lanciano, Imperia, Meda, Montichiari, Imola, Rondinella Impruneta, Castelnuovo, Fasano, Sant'Anastasia
- 1999–2000: Sangiovannese, Moncalieri, Legnano, Südtirol-Alto Adige, Russi, San Marino, Puteolana, Campobasso, Igea Virtus, Taranto
- 2000–01: Palmese, Valenzana, Pavia, Thiene, Poggese, Poggibonsi, Sambenedettese, Martina, Paternò, Trento, Frosinone
- 2001–02: Savona, Olbia, Pordenone, Aglianese, Fano, Tivoli, Gladiator, Brindisi, Ragusa, Forlì, Grosseto, Latina
- 2002–03: Cavese, Pizzighettone, Ivrea, Bellunopontalpi, Ravenna, Cappiano Romaiano, Rosetana, Isernia, Melfi, Palazzolo, Bellaria Igea Marina, Sansovino, Tolentino, Rutigliano, Vittoria
- 2003–04: Massese, Casale, Carpenedolo, Portosummaga, Castel San Pietro, Morro d'Oro, Juve Stabia, Manfredonia, Rende, Sanremese, Calcio Potenza, Pro Vasto, Vigor Lamezia
- 2004–05: Bassano Virtus, Città di Lecco, Città di Jesolo, Cuneo, Foligno, Gallipoli, Modica, Pergocrema, Real Marcianise, Rieti
- 2005–06: Paganese, Varese, Nuorese, Boca San Lazzaro, Rovigo, Poggibonsi, Val di Sangro, Cassino, Sorrento, Vibonese, Monopoli, Celano
- 2006–07: Caravaggese, Canavese, Mezzocorona, Rodengo-Saiano, Esperia Viareggio, Pescina Valle del Giovenco, Scafatese, Noicattaro, Sangiuseppese
- 2007–08: Aversa Normanna, Alessandria, Como, Itala San Marco, Giacomense, Figline, Sangiustese, Isola Liri, Fortitudo Cosenza, Alghero, Colligiana, Montichiari, Sambonifacese, Barletta
- 2008–09: Pro Vasto, Pro Belvedere Vercelli, Sacilese, Crociati Noceto, Sporting Lucchese, Villacidrese, Brindisi, Siracusa, Nocerina, Spezia, FeralpiSalò, Fano, Vico Equense
- 2009–10: Savona, Tritium, Montichiari, Pisa, Gavorrano, Chieti, Fondi, Neapolis, Milazzo, Virtus Entella, Casale, Renate, Carpi, L'Aquila, Pomezia, Matera, Trapani, Vigor Lamezia, Avellino
- 2010–11: Calcio Cuneo, Mantova, Treviso, Borgo a Buggiano, Perugia, Santarcangelo, Aprilia, Arzanese, Ebolitana, Rimini
- 2011–12: Saint-Christophe, Sterilgarda Castiglione, Venezia, Forlì, Pontedera, Teramo, Salerno, Martina Franca, HinterReggio
- 2012–13: Ischia Isolaverde, Bra, Pergolettese, Delta Porto Tolle, Tuttocuoio, Castel Rigone,  Torres, Messina, Virtus Verona, Real Vicenza, Casertana, Foggia, Cosenza, SPAL
- 2013–14: Pordenone, Giana Erminio, Pro Piacenza, Lucchese, Pistoiese, Ancona, Lupa Roma, Matera, Savoia, Arezzo
- 2014–15: Cuneo, Padova, Rimini, Siena, Maceratese, Lupa Castelli Romani, Fidelis Andria, Monopoli, Akragas
- 2015–16: Piacenza, Venezia, Parma, Gubbio, Sambenedettese, Viterbese, Virtus Francavilla, Siracusa, Fano, Fondi, Forlì, Olbia, Reggina, Taranto, Vibonese
- 2016–17: Cuneo, Monza, Mestre, Ravenna, Gavorrano, Fermana, Arzachena, Bisceglie, Sicula Leonzio, Triestina, Rende
- 2017–18: Gozzano, Pro Patria, Virtus Verona, Rimini, Albissola, Vis Pesaro, Rieti, Potenza, Vibonese, Imolese, Pro Cavese
- 2018-19: Lecco, Como, Arzignano Valchiampo, Pergolettese, Pianese, Cesena, Avellino, AZ Picerno, Bari
- 2019–20: Lucchese, Pro Sesto, Campodarsego, Mantova, Grosseto, Matelica, Turris, Bitonto, Palermo
- 2020–21: Seregno, Trento, Fiorenzuola, Montevarchi, Campobasso, Monterosi, Taranto, ACR Messina
- 2021–22: Novara F.C., Sangiuliano, Arzignano Valchiampo, Rimini, San Donato Tavarnelle, Recanatese, Giugliano, Audace Cerignola, Gelbison
- 2022–23: Sestri Levante, Lumezzane, Legnago, Giana Erminio, Arezzo, Pineto, Sorrento, Brindisi, Catania, Casertana
- 2023–24: Alcione Milano, Union Clodiense Chioggia, Caldiero Terme, Carpi, Pianese, Campobasso, Cavese, Team Altamura, Trapani